# 베니티 페어 (2004년 영화)
베니티 페어(Vanity Fair)는 윌리엄 메이크피스 새커리의 소설인 《허영의 도시》를 각색한 것으로 지금껏 수많은 드라마와 영화로 제작됐다. 2004년 제작된 로맨스 영화로 미라 네어 감독이 제작했다. 영화에서는 추가적으로 행복한 결말을 제시하고 있으며 리즈 위더스푼을 스타로 이끈 과도기 작품이기도 하다.
2004년 베니스 영화제에서 황금사자상 후보에 오른 작품으로 유명하다.

## 캐스팅
- 리즈 위더스푼 - 베키 샤프 역
- 로몰라 가레이 - 아멜리아 역
- 제임스 퓨어포이 - 로든 대위 역
- 조나단 리스 마이어스 - 조지 헨리 역
- 리스 이반스 - 도빈 대위 역
- 에일린 앳킨스 - 마틸다 역
- 제럴딘 맥이완 - 사우스던 부인 역
- 가브리엘 빈 - 스테인 역
- 켈리 헌터 - 스테인 부인 역
- 밥 호스킨스 - 피트 경
- 더글라스 호지 - 피트 주니어

## 평가
비평가들의 평가는 상이했다. 〈메타아크틱〉은 베니티 페어가 41개의 비평에 따라 100점 만점에서 53점에 해당한다고 밝혔다.
워싱턴포스트의 스티븐 헌터는 긍정적으로 평가하면서 감독 미라 네어의 섬세한 영화기술이 1848년 출판된 책의 감성과 영광, 유머를 잘 살렸다고 평가했다. 〈샬롯 옵저버〉(Charlotte Observer)의 비평가인 로런스 토프맨은 영화 제작자들의 책의 주요 구조를 파악하는 데 본연의 지혜로움을 발휘했다면서 캐스팅도 그 자체로 좋았으며 일부 변화를 시도했음에도 극작가의 표현 욕구를 적절히 표현했다고 적었다. 하지만 〈엔터테인먼트 위클리〉 지에 영화평을 적은 평론가 리사 스와츠바움은 B-로 평가하면서 영화의 흐름이 답답한 느낌이 있고 결말에 가서 급격히 변화하는 느낌이 있다고 말했다.